# راينر مورير
راينر مورير (بالألمانية: Reiner Maurer) (و. 1960  م) هو لاعب كرة قدم، ومدرب كرة قدم ألماني، ولد في ميندلهايم، مركز لعبه هو مُدَافِع.

## روابط خارجية
- راينر مورير على موقع قاعدة بيانات كرة القدم.إي يو (الإنجليزية)
- راينر مورير على موقع بيانات كرة القدم. دي إي (الألمانية)
- راينر مورير على موقع Soccerway.com (الإنجليزية)
- راينر مورير على موقع عالم كرة القدم.نت (الإنجليزية)